# مهندسی نیازمندی‌ها

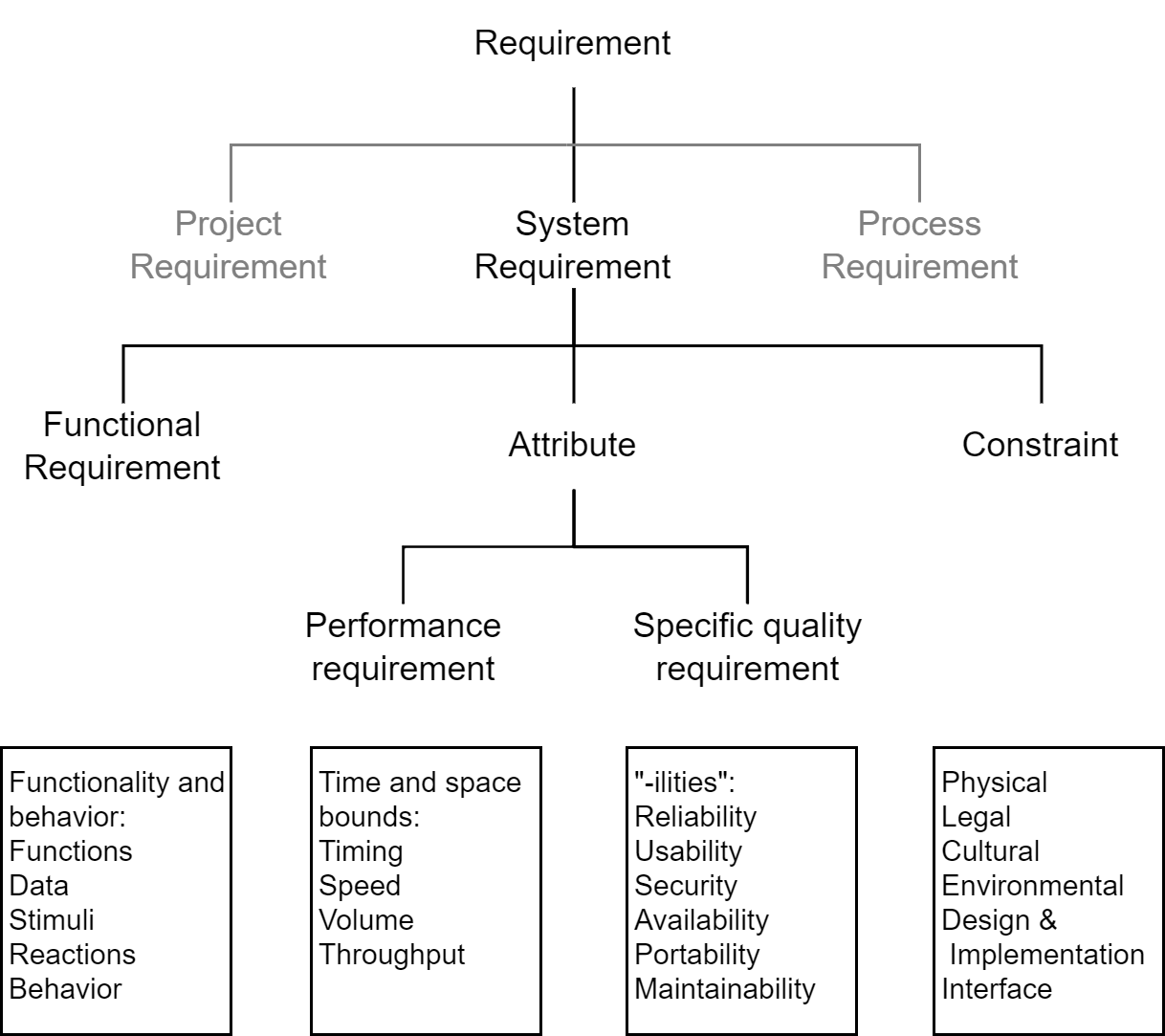
اصطلاح مهندسی نیازمندیها منتشر توسط گروه TRW

اصطلاح مهندسی نیازمندی‌ها برای اولین بار در سال ۱۹۷۹ میلادی در گزارش فنی منتشر شده توسط گروه ،TRW استفاده شد، اما تا سال ۱۹۹۰ به صورت عمومی مورد استفاده قرار نگرفت. عمومی‌سازی این اصطلاح با انتشار مجموعه آموزشی توسط IEEE Computer society و آغاز کار مجموعه‌ای از کنفرانس‌ها در این حوزه صورت گرفته‌است.
مهندسی نیازمندی‌ها (به انگلیسی: Requirements engineering) اشاره به روند تدوین، مستندسازی و نگهداری نیازمندی‌های نرم‌افزار و همچنین اشاره به رشته مهندسی نرم‌افزار در رابطه با این فرایند دارد. از یک نقطه نظر دیگر مهندسی نیازمندی‌ها شاخه‌ای از مهندسی سیستم‌ها و فرایندی است که به استخراج، تحلیل، ساخت، صحت‌سنجی، اعتبارسنجی و مدیریت تغییر نیازمندی‌های یک سیستم با هدف ردیابی آن‌ها در سطوح پی در پی انتزاع، توجه دارد.

## فعالیت‌های مهندسی نیازمندی‌ها
فعالیت‌های درگیر در مهندسی نیازمندی‌ها به‌طور گسترده‌ای، بسته به نوع سیستم در حال توسعه و شیوه‌های خاص سازمان (های) مرتبط متفاوت است. این ممکن است شامل موارد زیر باشد:
- استخراج نیازمندی‌ها
- شناسایی نیازمندی‌ها
- تحلیل و مذاکره نیازمندی‌ها
- توصیف نیازمندی‌ها
- مدل‌سازی نیازمندی‌ها
- اعتبارسنجی و صحت‌سنجی نیازمندی‌ها
- مدیریت نیازمندی‌ها

## خصوصیات ابزارهای مهندسی نیازمندی‌ها
ابزارهای مهندسی نیازمندی‌ها باید قابلیت‌های زیر را فراهم نمایند.
- ذخیره و بازیابی نیازمندی‌ها
- طبقه‌بندی نیازمندی‌ها
- برچسب زدن نیازمندی‌ها
- ردیابی نیازمندی‌ها
- مدیریت تغییرات در نیازمندی‌ها
- امکان ایجاد گفتگو میان کاربران نهایی و مهندسین نیازمندی

## ابزارهای مشهور مهندسی نیازمندی‌ها
- Requisitepro: این ابزار در آغاز تحولی بزرگ در مهندسی نیازمندی‌ها به وجود آورد اما به‌طور خاص جهت نیازمندی‌ها توسعه داده نشده‌است بلکه برای مدیریت اطلاعات به صورت کلی توسعه یافته‌است. این ابزار دیگر توسط آی بی ام پشتیبانی نمی‌شود.
- IBM Rational DOORS: از مجموعه ابزارهای شرکت آی بی ام جهت مدیریت نیازمندی‌ها می‌باشد. معماری این نرم‌افزار به صورت کلاینت سرور می‌باشد.[۶]
- IBM Rational DOORS Next Generation: این ابزار نسل بعدی ابزار DOORS که بر مبنی رایانش ابری می‌باشد. همچنین امکان هماهنگ‌سازی بیشتری را نسبت به نسل پیشین خود فراهم می‌کند.